# Brooksville (Kentucky)
Brooksville è un comune degli Stati Uniti d'America, situato nello Stato del Kentucky, nella Contea di Bracken, della quale è il capoluogo.
L'area iniziò ad essere abitata prima del 1800 e la cittadina si chiamò originariamente Woodward's Crossroads. Il governo della contea si trasferì da Augusta a Woodward's Crossroads nel 1833 per iniziativa del senatore David Brooks, e la città venne rinominata in suo onore.